# Idiotephria nakatomii
Idiotephria nakatomii là một loài bướm đêm trong họ Geometridae.

## Hình ảnh

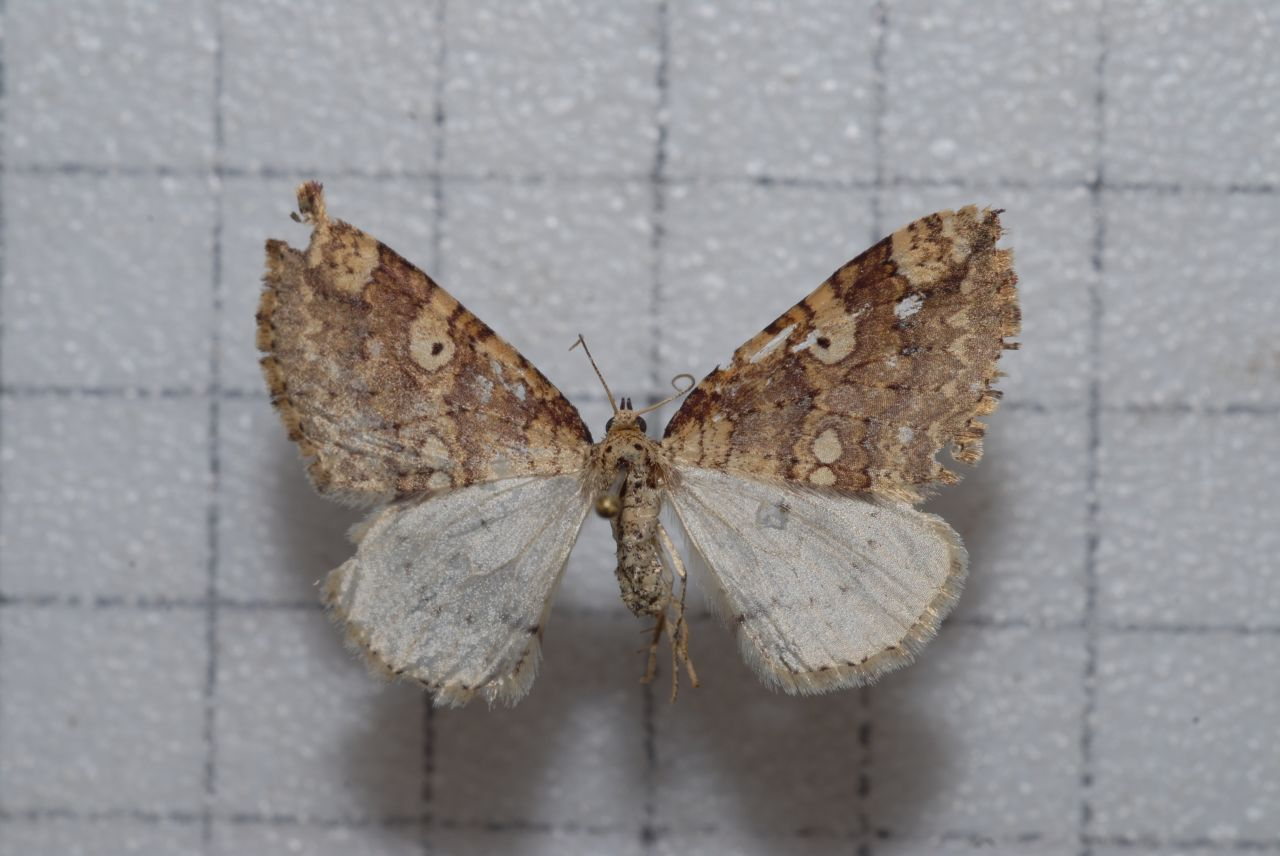
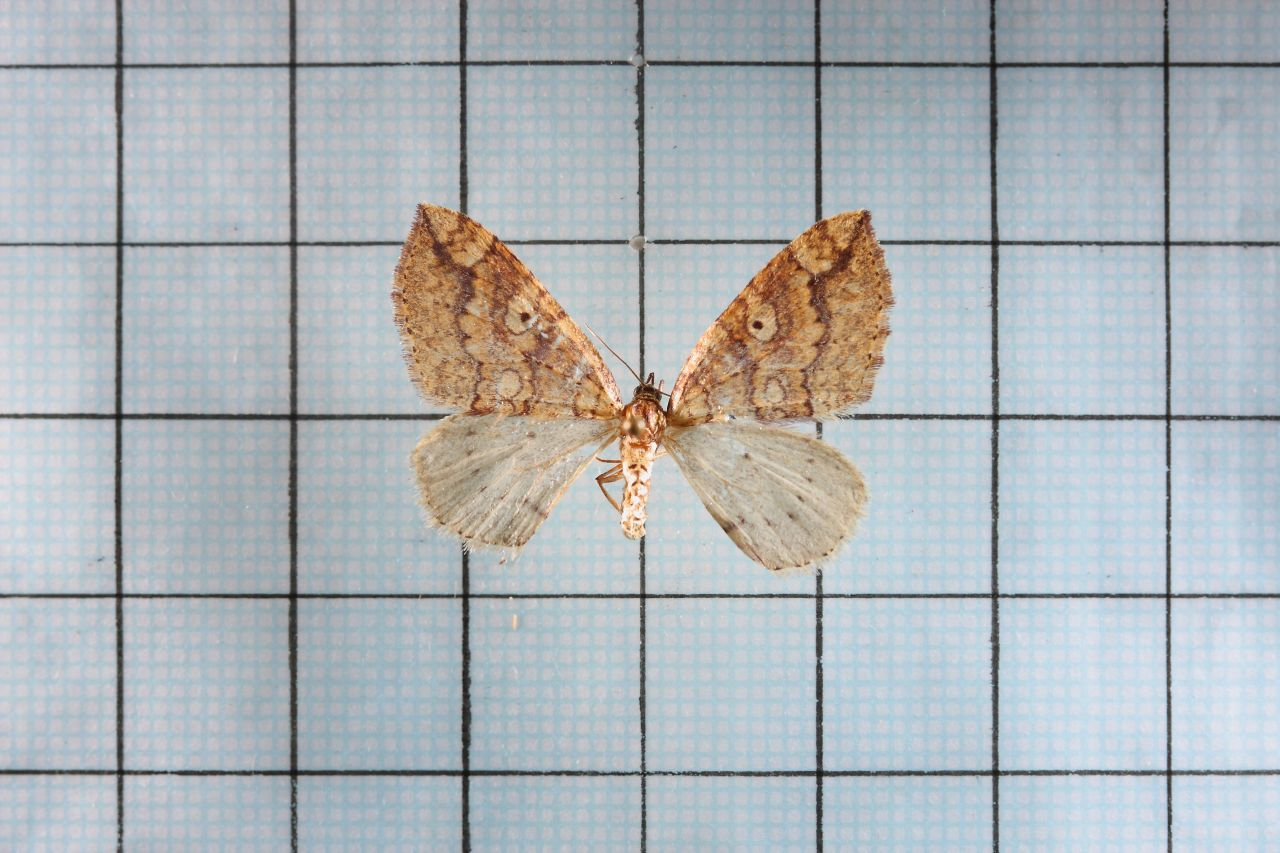
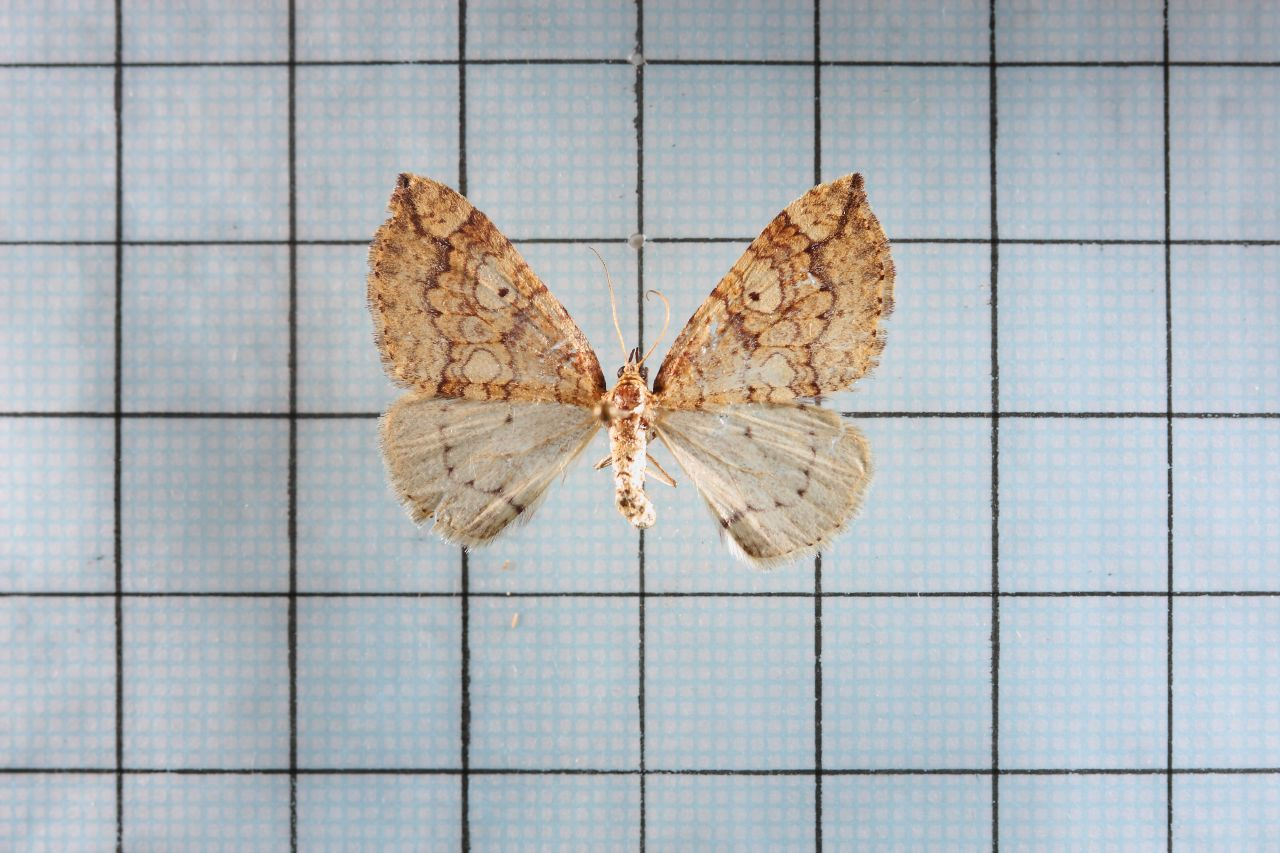
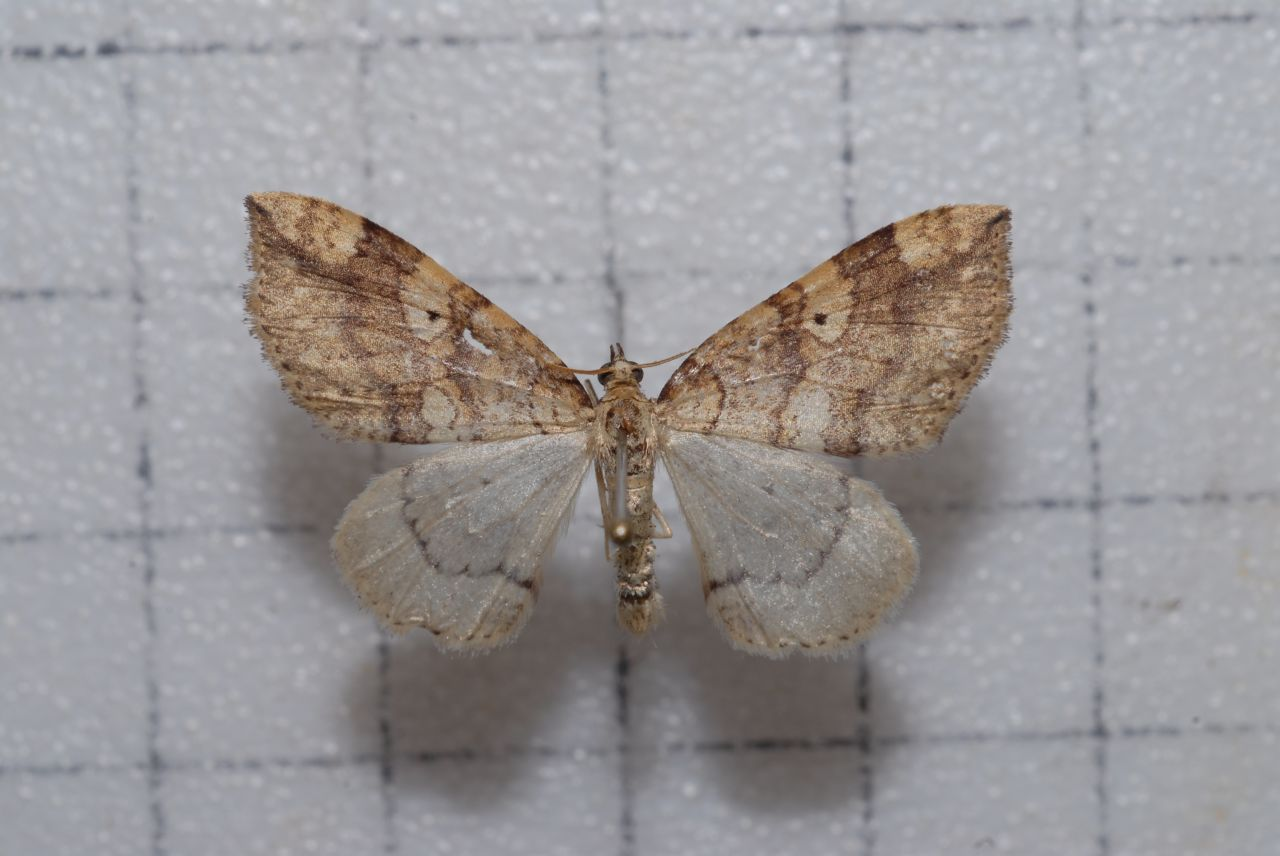